# مهوش وقاری
مهوش وقاری (زاده ۱۳۳۳) بازیگر ایرانی است.

## زندگی
مهوش وقاری در سال ۱۳۳۳ در تهران متولد شد. همسر وی محسن قاضی مرادی از بازیگران سینما و تلویزیون بود این دو بازیگر در تاریخ ۲۰ شهریور سال ۱۳۵۹ باهم ازدواج کردند. وقاری مدرک کارشناسی علوم سیاسی خود را از دانشگاه تهران در سال ۱۳۵۵ اخذ کرد و از سال ۱۳۵۳ به عنوان کارشناس ارزشیابی اداره کل تربیت معلم وزارت آموزش و پرورش استخدام شد و سپس از سال ۱۳۶۱ نیز به عنوان دبیر در مقاطع راهنمایی ودبیرستان به تدریس مشغول بود. وقاری فعالیت هنری خود را در ساله ای قبل از انقلاب در سینمای آزاد و کاخ جوانان شروع، و از سال ۱۳۶۱ با بازی در مجموعه‌های شاهد، بصورت حرفه‌ای ادامه داد.

## کارنامهٔ هنری

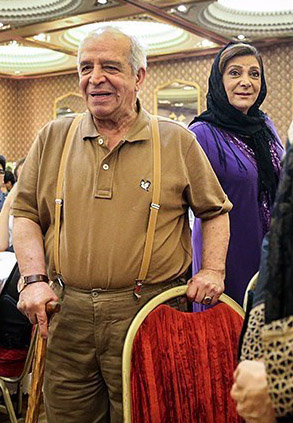
وقاری و محسن قاضی‌مرادی در جشن-۱۶ روز ملی سینما، شهریور ۱۳۹۳ (خورشیدی)

### سینما
#پرنده‌ای که رها شد (مهدی تقی‌نیا)(۱۳۶۱)
1. به سبک آمریکایی (شیرین جاهد)(۱۳۶۵)
2. ماجراهای رونالدو و مادرش (حسین پناهی)(۱۳۶۶)
3. نار و نی (سعید ابراهیمی‌فر)(۱۳۶۷)
4. سیرک بزرگ (اکبر خواجویی)(۱۳۷۰)
5. مستأجر (رحیم رحیمی‌پور)(۱۳۷۱)
6. مجسمه (ابراهیم وحیدزاده)(۱۳۷۱)
7. ماه عسل (حجت‌الله سیفی)(۱۳۷۱)
8. سارا (داریوش مهرجویی)(۱۳۷۱)
9. ۳۳۰ درجه (محمّدرضا زهتابی)(۱۳۷۱)
10. راز گل شب بو (سعید خورشیدیان)(۱۳۷۲)
11. آنها هیچ‌کس را دوست ندارند (جعفر سیمایی)(۱۳۷۲)
12. مروارید سیاه (حبیب‌الله بهمنی و شفیع آقامحمّدیان)(۱۳۷۳)
13. مهر خوبان (یوسف سیّد مهدی)(۱۳۷۴)
14. گریز از مرگ (قدرت‌الله صلح میرزایی)(۱۳۷۴)
15. روزی که خواستگار آمد (فریال بهزاد)(۱۳۷۵)
16. چشم به راه (قدرت‌الله صلح میرزایی)(۱۳۷۶)
17. دوستان (علی شاه حاتمی)(۱۳۷۸)
18. مرد بارانی (ابوالحسن داوودی)(۱۳۷۸)
19. زیرپوست شهر (رخشان بنی‌اعتماد)(۱۳۷۹)
20. شبهای تهران (داریوش فرهنگ)(۱۳۷۹)
21. کوچولوی خوش‌شانس (بابک نوری)(۱۳۸۳)
22. تله (سیروس الوند)(۱۳۸۴)
23. تقاطع (ابوالحسن داوودی)(۱۳۸۴)
24. بی‌وفا (اصغر نعیمی)(۱۳۸۵)
25. سوغات فرنگ(کامران قدکچیان)(۱۳۸۵)
26. به نام گل سرخ (فیاض موسوی)(۱۳۸۶)
27. ساعت سوخته (مجتبی اسد پور)(۱۳۸۶)
28. بختک (یوسف صیادی)(۱۳۸۶)
29. همان‌روز (علیرضا امینی)(۱۳۸۷)
30. نطفه شوم (کریم آتشی)(۱۳۸۷)
31. پوست موز (علی عطشانی)(۱۳۸۷)
32. یک وجب آسمان (اعلی وزیریان)(۱۳۸۷)
33. پسر آدم، دختر حوّا (رامبد جوان)(۱۳۸۷)
34. مهمان بابا (جواد مزدآبادی)(۱۳۸۸)
35. نیش زنبور (حمیدرضا صلاحمند)(۱۳۸۸)
36. گور به گور (بهرنگ توفیقی)(۱۳۸۸)
37. ارثیه شیرین (شهاب عباسی)(۱۳۸۹)
38. همه چی کردم (مصطفی نوریان)(۱۳۸۹)
39. باغ ناصری (مجید وحیدیان)(۱۳۹۰)
40. شب گمشده (کریم رحیمی)(۱۳۹۰)
41. فراموشی (عباس زریچی)(۱۳۹۰)
42. آقای عبدی نسب و بانو (حمید کرمی)(۱۳۹۱)
43. یک تصادف ساده (علیرضا امینی)(۱۳۹۱)
44. سورچی گلستان (مجید وحیدیان)(۱۳۹۱)
45. گروگان دو طرفه (نصرت‌الله مافی مقدم)(۱۳۹۲)
46. کنار تو می‌خندم (سید وحید حسینی)(۱۳۹۲)
47. تصمیمی منطقی (سید وحید حسینی)(۱۳۹۲)
48. الیما (نازیلا حدیقی)(۱۳۹۳)
49. نهنگ عنبر ۲ (سامان مقدم)(۱۳۹۵)
50. نفس شیرین (سیامک خوامه وند)(۱۳۹۶)
51. آخرین پناه (داریوش یاری)(۱۳۹۸)
52. بن سای (روح‌الله ظریف)(۱۳۹۸)
53. زندگی لطیف (مجید وحیدیان)(۱۴۰۲)
54. کارت دعوت

### تلویزیون
| سال        | نام                           | کارگردان                    | توضیحات           |
| ---------- | ----------------------------- | --------------------------- | ----------------- |
| ۱۳۶۱       | مجموعه‌های شاهد                |                             |                   |
| ۱۳۶۶       | آینه، بخش سوم (طبل تو خالی)   | فریدون فرهودی               |                   |
| ۱۳۷۱       | بیا تا گل بر افشائیم          | خسرو ملکیان                 |                   |
| ۱۳۷۲       | روح‌الله                       | محمّدمهدی عسگرپور            |                   |
| ۱۳۷۲       | هفته پر ماجرا                 | عباس زارعیان و فریدون فکوری |                   |
| ۱۳۷۲       | فاصله                         | مجتبی یاسینی                |                   |
| ۱۳۷۳       | آفتاب و عزیزخانم              | رضا میرکریمی                |                   |
| ۱۳۷۳       | همسران                        | مسعود سام و بیژن بیرنگ      |                   |
| ۱۳۷۳       | سرزمین من و نقابداران         | مرتضی جعفری                 |                   |
| ۱۳۷۴       | قصه شب سیما                   | مسعود فروتن                 |                   |
| ۱۳۷۴       | علی آقا ۱۲۱                   | محمّد صالح علا               |                   |
| ۱۳۷۴       | راهیان                        | علی بیابانی                 |                   |
| ۱۳۷۴       | بی بی یون                     | حسین پناهی                  |                   |
| ۱۳۷۴، ۱۳۷۵ | دزدان مادربزرگ‌ها              | مهدی صباغ‌زاده               |                   |
| ۱۳۷۵       | مدرسه مادربزرگ‌ها              | غلامرضا رمضانی              |                   |
| ۱۳۷۵       | امام علی (ع)                  | داوود میر باقری             |                   |
| ۱۳۷۵       | دبیرستان خضرا                 | اکبر خواجویی                |                   |
| ۱۳۷۵       | هوای تازه                     | محمد رحمانیان               |                   |
| ۱۳۷۵       | حکایت میرزا یحیی              | حمید لبخنده                 |                   |
| ۱۳۷۵       | عکاسخانه                      | شاپور قریب                  |                   |
| ۱۳۷۶       | شن‌های کف رودخانه              | یوسف سید مهدوی              |                   |
| ۱۳۷۶       | پهلوانان نمی‌میرند             | حسن فتحی                    |                   |
| ۱۳۷۶       | سفر عشق                       | رضا شالچی                   |                   |
| ۱۳۷۶       | بازی زندگی                    | مجید بهشتی                  |                   |
| ۱۳۷۶       | فردا دیر است                  | حسن فتحی                    |                   |
| ۱۳۷۷       | عروسی ۷۷                      | مهرداد پوراحمد              |                   |
| ۱۳۷۷       | صدف و مروارید                 | محسن شهابی                  |                   |
| ۱۳۷۷       | ماجراهای خانواده تمدن         | غلامعباس قنبری              |                   |
| ۱۳۷۷       | مرگ در سکوت                   | شهریار پارسی‌پور             |                   |
| ۱۳۷۷       | روزگار جوانی                  | شاپور قریب و اصغر توسلی     |                   |
| ۱۳۷۷       | روزهای زندگی                  | سیروس مقدم                  |                   |
| ۱۳۷۸       | زیر بازارچه                   | رضا ژیان                    |                   |
| ۱۳۷۸       | روزگار جوانی (سری دوم)        | اصغر توسلی                  |                   |
| ۱۳۷۹       | مهر پنهان                     | محمّد نجف اوشانی             |                   |
| ۱۳۷۹       | دختران                        | اصغر توسلی                  |                   |
| ۱۳۷۹       | سفر باران                     | بهروز طاهری                 |                   |
| ۱۳۷۹       | طلاق در وقت اضافه             | سید مصطفی یوسفی             |                   |
| ۱۳۷۹       | این یک دادگاه نیست            | اصغر توسل                   |                   |
| ۱۳۷۹       | همسفر                         | قاسم جعفری                  |                   |
| ۱۳۷۹       | نیستان                        | حسین مختاری                 |                   |
| ۱۳۸۰       | عشق سالهای جنگ                | علی بهادر                   |                   |
| ۱۳۸۰       | ماجرای شمس و سیارش مادام      | مرضیه برومند                |                   |
| ۱۳۸۰       | گل مرداب                      | پرویز میرافشاری             |                   |
| ۱۳۸۱       | هزاران چشم                    | کیانوش عیاری                |                   |
| ۱۳۸۱       | در مدار نقره‌ای                | مسعود فروتن                 |                   |
| ۱۳۸۱       | مهمانپذیر طوبی                | علی شوقیان                  |                   |
| ۱۳۸۱       | دایره تردید                   | امیر قویدل                  |                   |
| ۱۳۸۲       | همسفران                       | علی ژکان                    |                   |
| ۱۳۸۲       | مسافر پردردسر                 | شاهرخ حمیدی‌مقدم             |                   |
| ۱۳۸۳       | عروس                          | پویان طایفه                 |                   |
| ۱۳۸۳       | رسم شیدایی                    | اکبر خواجویی                |                   |
| ۱۳۸۳       | رسم عاشقی                     | سعید سلطانی                 |                   |
| ۱۳۸۳       | اگر بابام زنده بود            | همایون اسعدیان              |                   |
| ۱۳۸۳       | سایه آفتاب                    | محمّدرضا آهنج                |                   |
| ۱۳۸۴       | تعطیلات خوش بگذره             | سید جواد رضویان             |                   |
| ۱۳۸۵       | سالهای برف و بنفشه            | سعید سلطانی                 |                   |
| ۱۳۸۵       | بوی گلهای وحشی                | حسین لیالستانی              |                   |
| ۱۳۸۵       | آواز مه                       | حسین لیالستانی              |                   |
| ۱۳۸۵       | وفا                           | محمّد حسین لطیفی             |                   |
| ۱۳۸۶       | یک وجب خاک                    | علی عبدالعلی‌زاده            |                   |
| ۱۳۸۶       | پاتوق                         | شاهین باباپور               |                   |
| ۱۳۸۶       | خانه شمعدانی                  | محسن قصابیان                |                   |
| ۱۳۸۷       | پاپوش                         | اسماعیل فلاح‌پور             |                   |
| ۱۳۸۷       | زمانی برای پشیمانی            | اسماعیل فلاح‌پور             |                   |
| ۱۳۸۸       | شمس العماره                   | سامان مقدم                  |                   |
| ۱۳۸۸       | مهمان حبیب خداست              | حسین قاسمی                  |                   |
| ۱۳۸۸       | دفتر خانه شماره ۱۳            | سید وحید حسینی              |                   |
| ۱۳۸۹       | ستایش                         | سعید سلطانی                 |                   |
| ۱۳۹۰       | موج و صخره                    | مجید صالحی                  |                   |
| ۱۳۹۱       | دزد و پلیس                    | سعید آقاخانی                |                   |
| ۱۳۹۱       | چمدان                         | خسرو ملکان                  |                   |
| ۱۳۹۱       | یک لحظه دیرتر                 | راما قویدل                  |                   |
| ۱۳۹۲       | بادآوری                       | حجّت قاسم‌زاده اصل            |                   |
| ۱۳۹۳       | قهر و آشتی                    | علی ژکان                    |                   |
| ۱۳۹۴       | کیمیا                         | جواد افشار                  |                   |
| ۱۳۹۵       | دوردستها                      | جواد افشار                  |                   |
| ۱۳۹۵       | تن‌ها                          | داوود بیدل                  |                   |
| ۱۳۹۶       | دیوار به دیوار ۲              | سامان مقدّم                  |                   |
| ۱۳۹۸       | به رنگ خاک                    | علی بیابانی                 |                   |
| ۱۴۰۰       | ماهخونه                       | علیرضا تهرانی               |                   |
| ۱۴۰۱       | تمام‌رخ                        | محمود معظمی                 |                   |
|            | شاید برای شما هم اتفاق بیافتد |                             |                   |
|            | یک سؤال و چند جواب            |                             |                   |
|            | روز از نو                     | محمد صالح علا               |                   |
|            | تاریخ انقلاب                  | امیر قویدل                  |                   |
|            | راز کوبه‌ها                    | ابوالفضل احمدیان            |                   |
|            | راز پنهان                     | شاپور قریب                  |                   |
|            | به من بگویید چرا              | حسین فردرو                  | سریال برنامه کودک |

### شبکه نمایش خانگی
| سال  | نام مجموعه   | سمت    | کارگردان     | توضیحات           |
| ---- | ------------ | ------ | ------------ | ----------------- |
| ۱۳۹۰ | فراموشی      | بازیگر | عباس رزیجی   | پخش در شبکه خانگی |
| ۱۳۹۷ | رقص روی شیشه | بازیگر | مهدی گلستانه | پخش در شبکه خانگی |
| ۱۴۰۱ | جناب عالی    | بازیگر | عادل تبریزی  | پخش در تلوبیون    |

### برنامه تلویزونی
| سال  | نام مجموعه |
| ---- | ---------- |
| ۱۳۹۴ | دعوت       |
| ۱۳۹۷ | دعوت       |